# Home (álbum de Simply Red)
Home es el octavo álbum de estudio del grupo inglés Simply Red. Fue lanzado el 3 de junio de 2003 sólo para Europa, e incluyó el último éxito del grupo en América, «Sunrise», una versión del éxito de Hall & Oates I can't go for that. También incluye You Make Me Feel Brand New una versión de The Stylistics

## Lista de canciones
Todas las canciones escritas y compuestas por Mick Hucknall. 
| N.º   | Título                              | Duración |  |
| 1.    | «Home»                              | 3:16     |  |
| 2.    | «Fake»                              | 3:59     |  |
| 3.    | «Sunrise»                           | 3:18     |  |
| 4.    | «You Make Me Feel Brand New»        | 5:06     |  |
| 5.    | «Home loan blues»                   | 5:00     |  |
| 6.    | «Positively 4th Street»             | 4:33     |  |
| 7.    | «Lost weekend»                      | 4:06     |  |
| 8.    | «Money in my pocket (Plan B Remix)» | 3:39     |  |
| 9.    | «Something for you»                 | 5:59     |  |
| 10.   | «It's you»                          | 3:17     |  |
| 11.   | «Home (Reprise)»                    | 0:53     |  |
| 43:06 |                                     |          |  |